# Udomxai
Udomxai, (lao:  ອຸດົມໄຊ) är en provins i nordvästra Laos. Provinsen hade 307 622 invånare år 2015, på en area av 15 370 km². Provinshuvudstaden är Muang Xay.

## Administrativ indelning
Provinsen är indelad i följande distrikt:

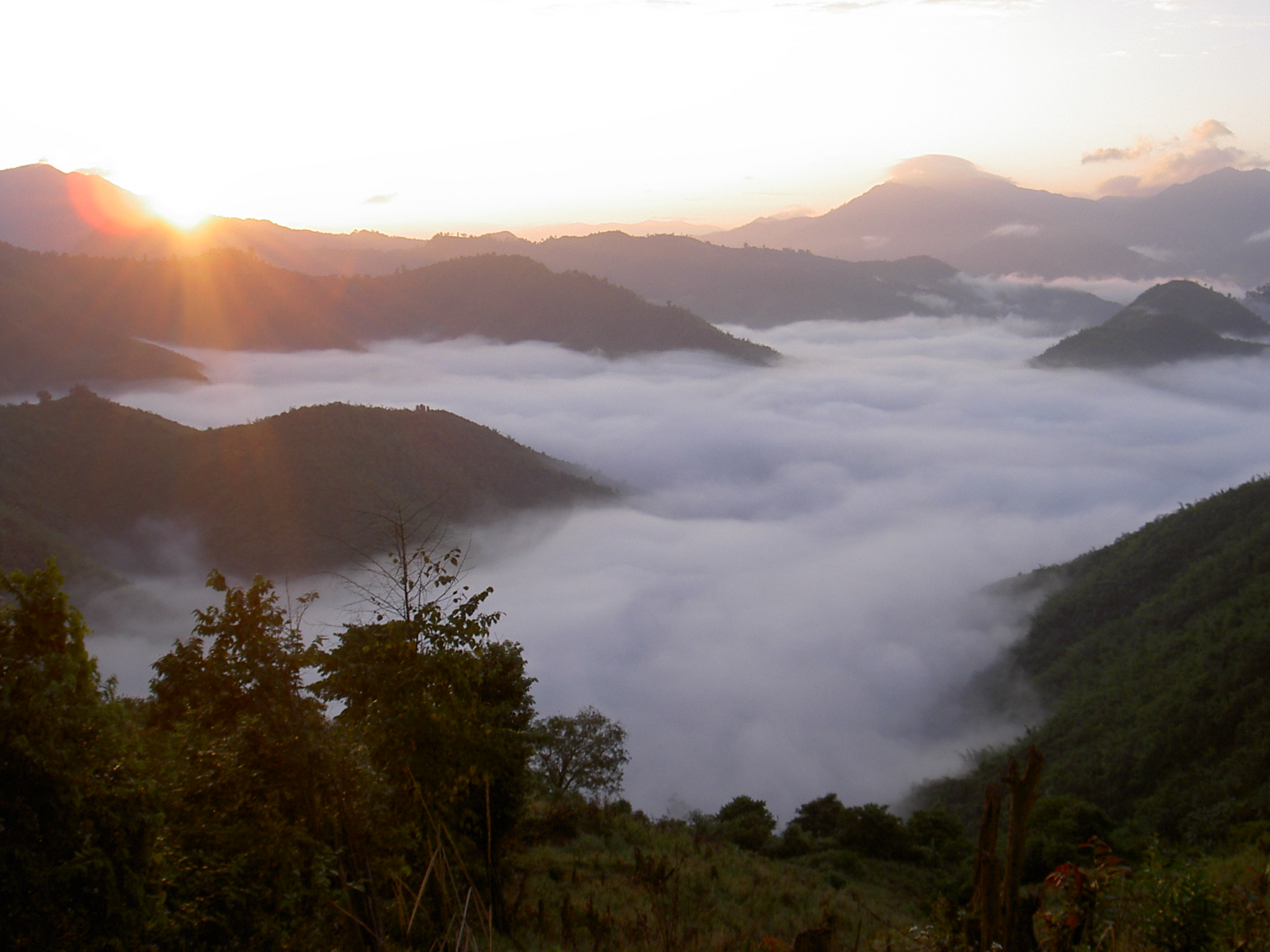

1. Xai (04-01)
2. La (04-02)
3. Namo (04-03)
4. Nga (04-04)
5. Beng (04-05)
6. Houn (04-06)
7. Pakbeng (04-07)